# Georg Asagaroff
Georg Asagaroff, nato Georgij Azagarov (in russo Георгий Азагаров?), (Mosca, 25 agosto 1892 – Monaco di Baviera, 2 novembre 1957), è stato un regista, attore e sceneggiatore russo che, a cavallo tra gli anni venti e trenta, lavorò in Germania.
Aiuto di Jakov Aleksandrovič Protazanov, debuttò come suo co-regista nel 1916 in Grekh.

## Filmografia

### Regista
- Grekh, co-regia Jakov Aleksandrovič Protazanov (1916)
- Jugendrausch, co-regia di Władysław Starewicz (1927)
- Das Donkosakenlied (1930)
- Revolte im Erziehungshaus (1930)
- Schachmatt (1931)
- Der tolle Bomberg (1932)

### Aiuto regista
- La dama di picche (Pikovaja dama), regia di Jakov Aleksandrovič Protazanov (1916)